# Дуань Юнпин
Дуа́нь Юнпи́н (кит. упр. 段永平, пиньинь Duàn Yǒngpíng; род. 10 марта 1961, Наньчан) — основатель корпораций Subor (кит. упр. 小霸王, пиньинь Xiǎobàwáng) и BBK Electronics (кит. упр. 步步高, пиньинь Bùbùgāo).

## Образование
Окончил университет Чжэцзяна (специальность — инженер по радиоэлектронике), а позднее — Китайский народный университет (специальность — экономика). Затем два года обучался по программе MBA в China Europe International Business School.

## Карьера
Начинал работать в качестве инженера на пекинском заводе, выпускающем вакуумные лампы. В 1989 году Дуань Юнпин решил начать своё собственное дело и создал собственную компанию, занимающуюся электроникой.
Когда в 1989 году Дуань Юнпин начал работать в SUBOR, это была компания с персоналом меньше 20 человек и огромным долгом. Под руководством Дуань Юнпин через пять лет компания Subor стала лидирующим производителем обучающих и игровых компьютеров в Китае с прибылью в несколько миллиардов юаней.
В 1995 году Дуань Юнпин основал одну из крупнейших китайских корпораций в настоящее время — BBK Electronics Industrial Group. Основным продуктом корпорации в начале своей деятельности были DVD-плееры. Сейчас BuBuGao (BBK) — известный бренд также в области телефонии и акустики.
В 2000 году Дуань Юнпин вошёл в двадцатку самых влиятельных людей тысячелетия (по данным журнала Asia Week).
В настоящее время является независимым инвестором. В 2002—2004 годах являлся вторым (по количеству акций) акционером NetEase.com.
С конца 2002 года живёт в США.
В середине 2006 года Дуань Юнпин от имени своего семейного благотворительного фонда «Enlight Foundation» выиграл аукцион и получил возможность разделить бизнес-ланч с инвестором-миллиардером Уорреном Баффетом. За эту возможность Дуань Юнпин заплатил 620 000 долларов на онлайн аукционе eBay и получил прозвище «Китайский Уоррен Баффет».

## Прочая деятельность
- Основатель благотворительного фонда Enlight Foundation, который помогает различным образовательным и просветительским учреждениям (в основном, в Китае); филантроп.
- В настоящее время[когда?] владеет 2/3 акций компании UHAL.